# FSV Waltershausen
FSV Waltershausen is een Duitse voetbalclub uit Waltershausen, Thüringen.

## Geschiedenis
De club werd in 1904 opgericht als FC Meteor 04 Waltershausen. De club speelde vanaf 1921 in de tweede klasse van de Kreisliga Thüringen. Na 1923 werd de Kreisliga afgevoerd en ging de club in de tweede klasse van de Gauliga Wartburg spelen. Na één seizoen promoveerde de club. Na een laatste plaats in het eerste seizoen werd de club vierde in 1926. De volgende twee seizoenen werd de club telkens laatste, maar omdat er geen degradatie was bleef de club in de Gauliga. Na een zevende plaats in 1929 werd de club opnieuw twee keer laatste en in 1931 volgde dan toch een degradatie. De club kon na één seizoen terugkeren en werd achtste op tien clubs in 1933. Hierna werd de competitie grondig hervormd. De vele Midden-Duitse competities werden vervangen door de Gauliga Mitte en Gauliga Sachsen. De clubs uit Wartburg werden niet sterk genoeg bevonden voor de Gauliga Mitte en voor de Bezirksklasse Thüringen kwalificeerden zich slechts twee clubs. De club bleef in de Wartburgse competitie die als Kreisliga nu de derde klasse werd. De club slaagde er niet meer in te promoveren. 
Na de Tweede Wereldoorlog werden alle Duitse clubs ontbonden. De club werd heropgericht als SG Waltershausen en de club speelde in 1949/50 in de Landesliga Thüringen, destijds de tweede klasse, maar kon zich niet kwalificeren voor de DDR-Liga die na dit seizoen ingevoerd werd. De club werd zoals de meeste Oost-Duitse clubs een BSG en nam de naam BSG Chemie Waltershausen aan. In 1953 promoveerde de club naar de Bezirksliga Erfurt, derde klasse en vanaf 1955 vierde klasse. Hier speelde de club tot 1962, maar maakte nooit kans op promotie. In 1964 fuseerde de club met BSG Motor Waltershausen, dat van 1961 tot 1964 in de Bezirksliga speelde. 
Als ZSG Waltershausen kon de club nog twee jaar in de Bezirksliga blijven, maar degradeerde dan en kon nog drie keer voor één seizoen terugkeren. In de jaren tachtig zonk de club weg naar nog lagere reeksen. 
Na de Duitse hereniging werd de naam ZSG Grün-Weiß Waltershausen aangenomen. In 2011 werd de voetbalafdeling van de sportclub zelfstandig onder de naam FSV Waltershausen. 